# Pessano con Bornago
Pessano con Bornago ist eine Gemeinde mit 8972 Einwohnern (Stand 31. Dezember 2023) in der Metropolitanstadt Mailand, Region Lombardei. 
Die Nachbarorte von Pessano con Bornago sind Cambiago, Caponago, Gessate, Carugate, Gorgonzola und Bussero.

## Bevölkerungsentwicklung
Pessano con Bornago zählt 3393 Privathaushalte. Zwischen 1991 und 2001 stieg die Einwohnerzahl von 6773 auf 8309. Dies entspricht einem prozentualen Zuwachs von 22,7 %.